# Volvo VCC

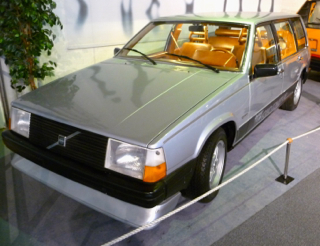
Volvo VCC från 1980.

Volvo VCC, konceptbil från Volvo Personvagnar, visad 1980.
Volvo VCC ingick i 760-projektet, vilket realiserades i och med lanseringen av Volvo 760 1982. Volvo VCC visar tydliga drag av Volvo 760 och kan ses som Volvos test av sin kommande modell på publiken. Men medan konceptbilen var en herrgårdsvagn släpptes modell 760 som en fyradörrars sedan med en karaktäristiskt upprätt nästan plan bakruta. Volvo VCC återfinns idag på Volvo Museum i Göteborg.